# Schleusenanlage Przegalina

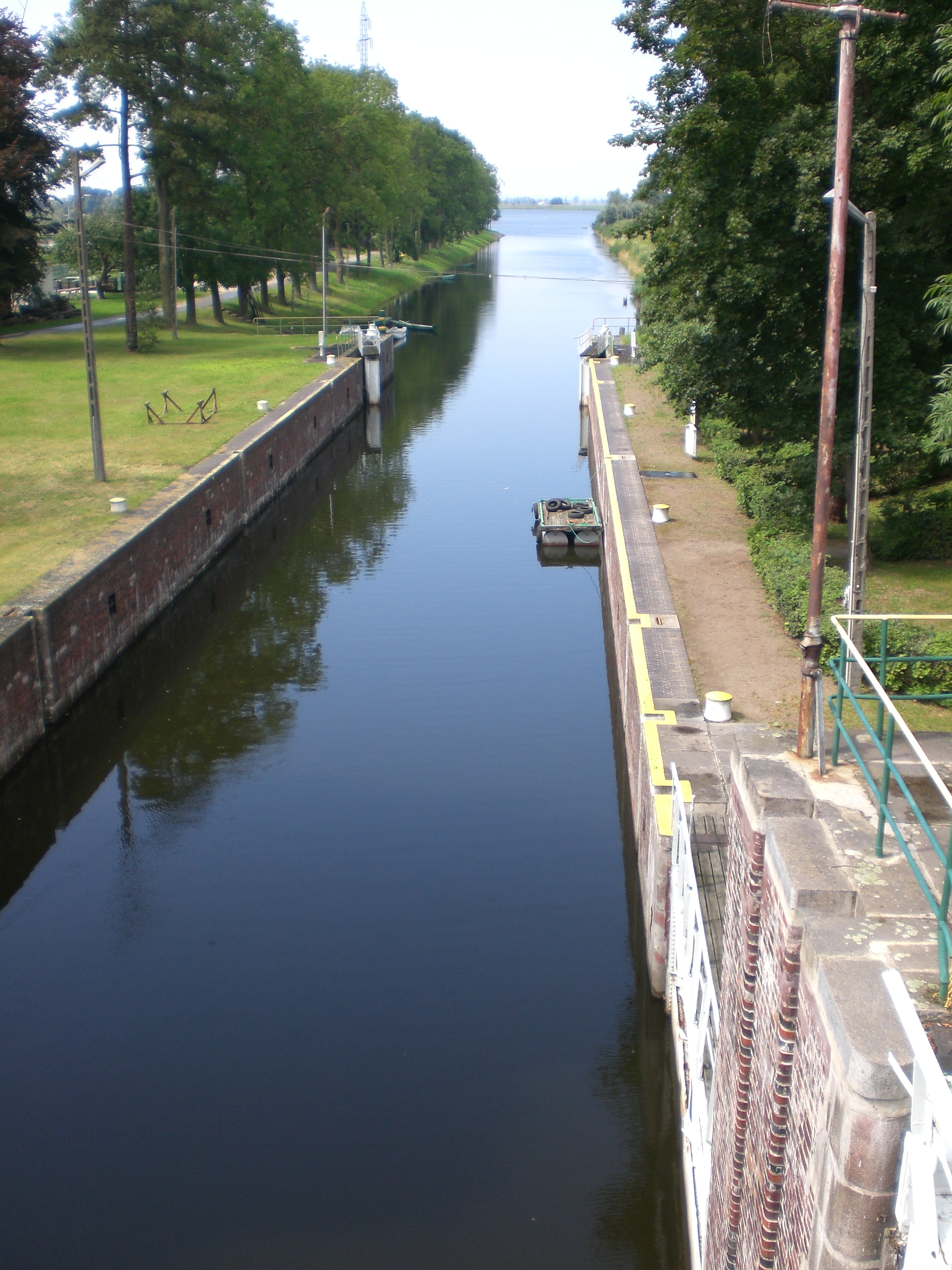
Historische Schleuse Przegalina, 2011

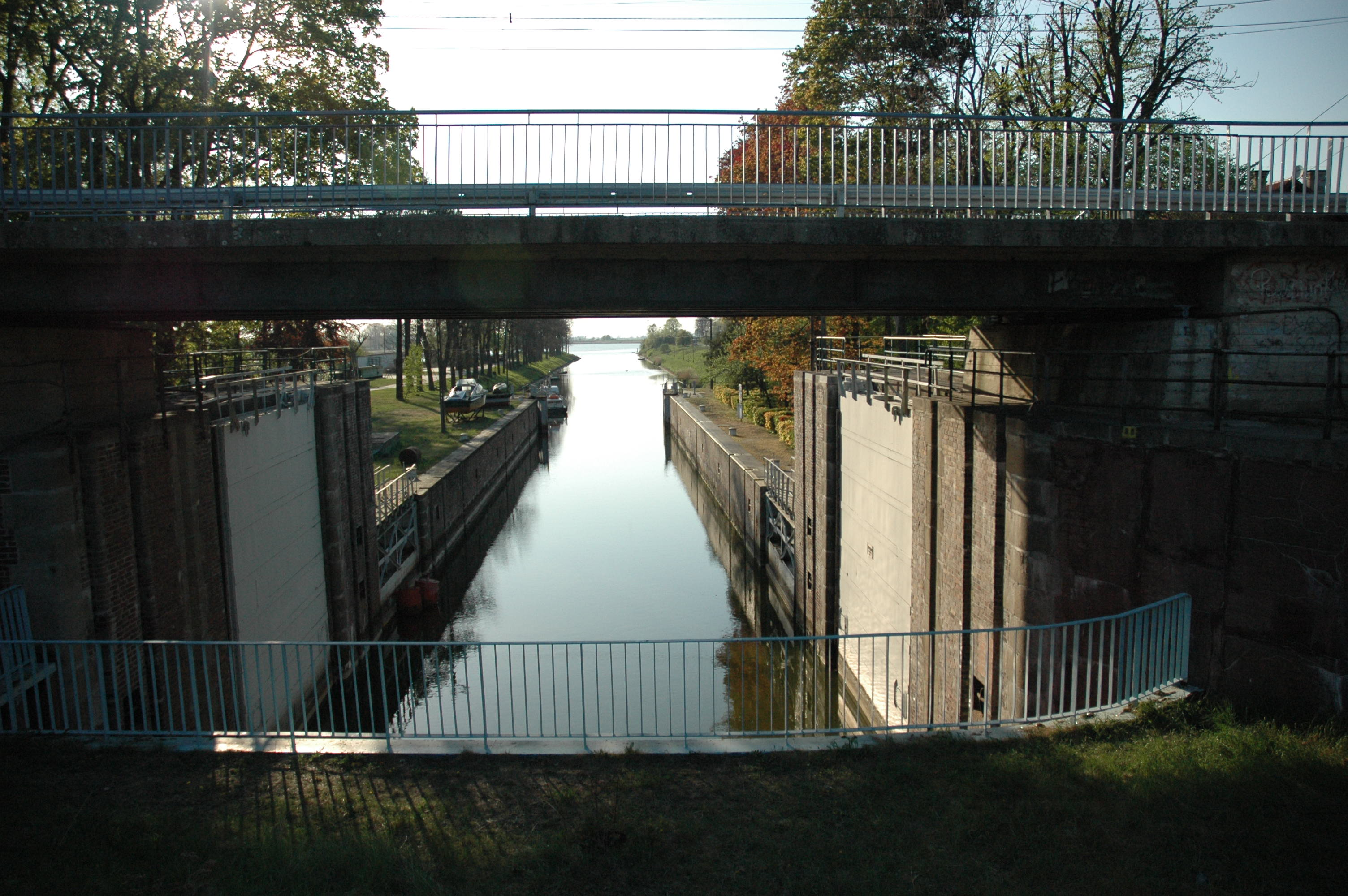
Fluttore, 2009

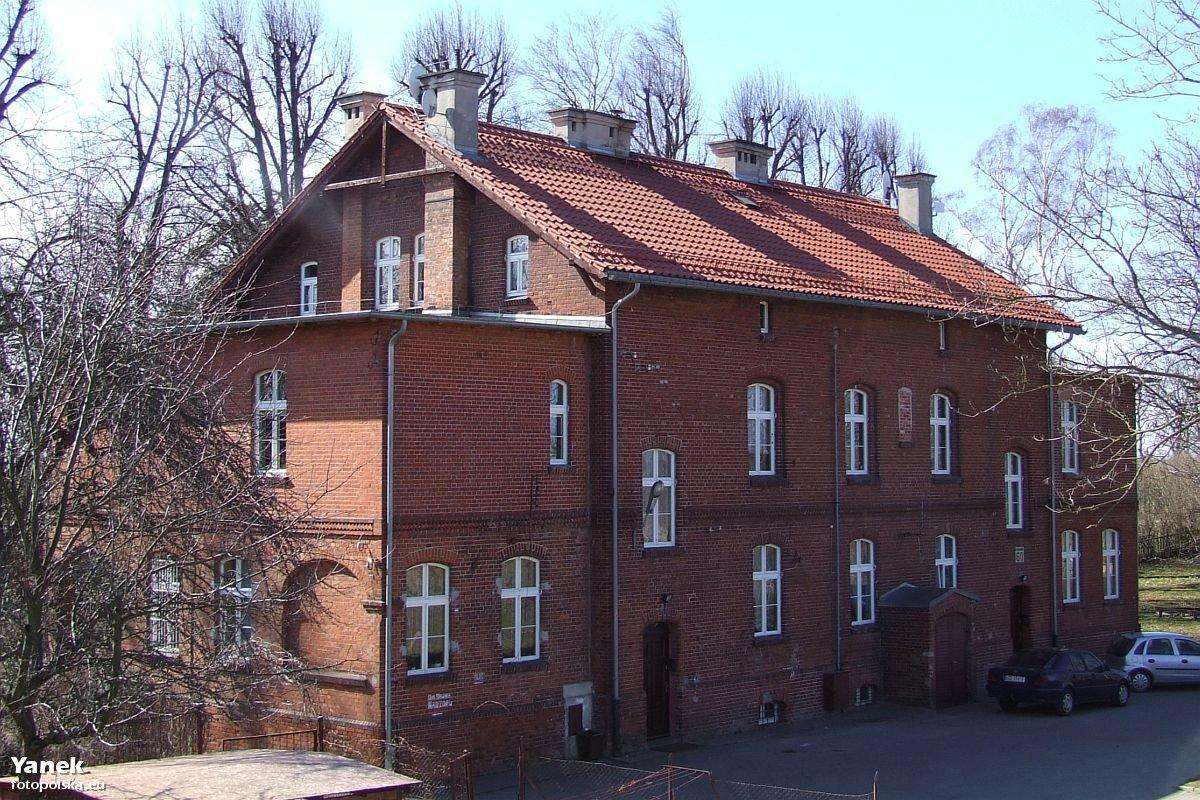
Maschinenhaus, 2012

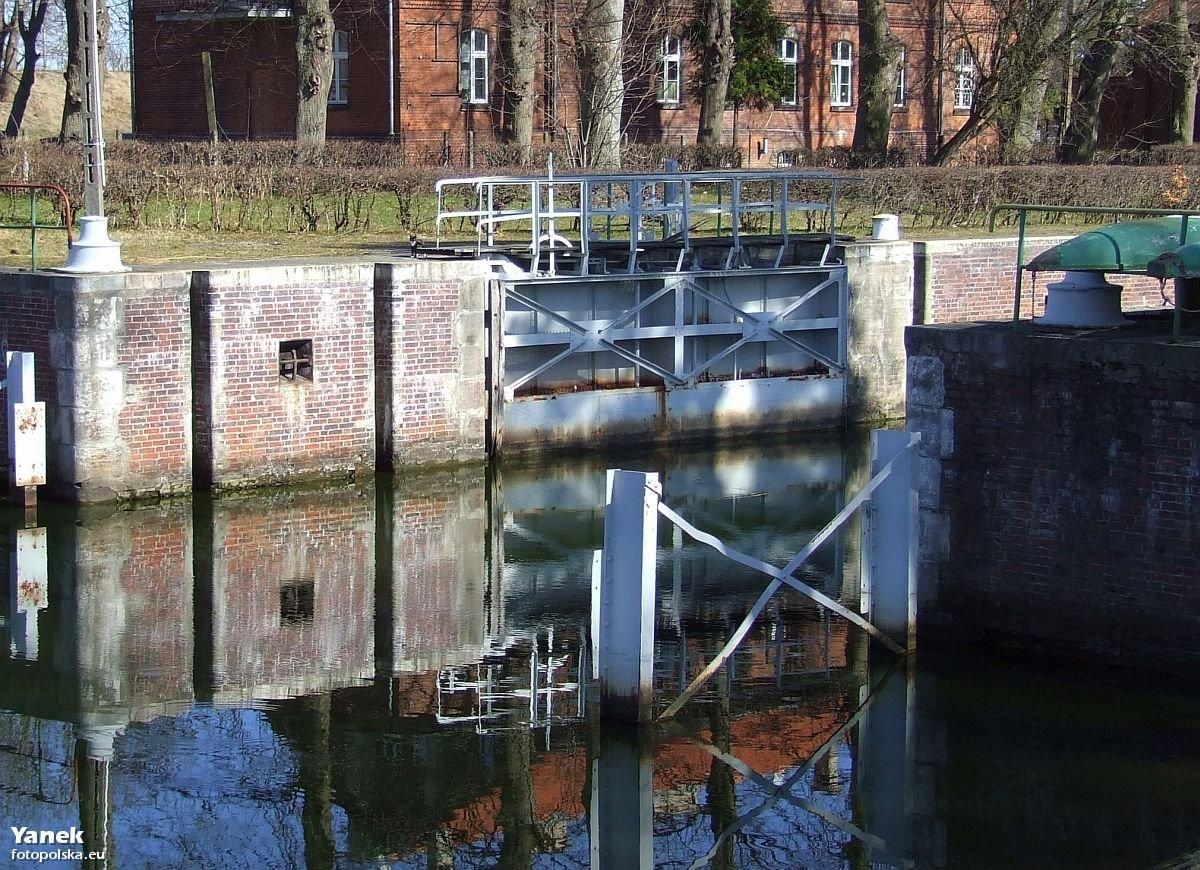
Unteres Tor, 2012

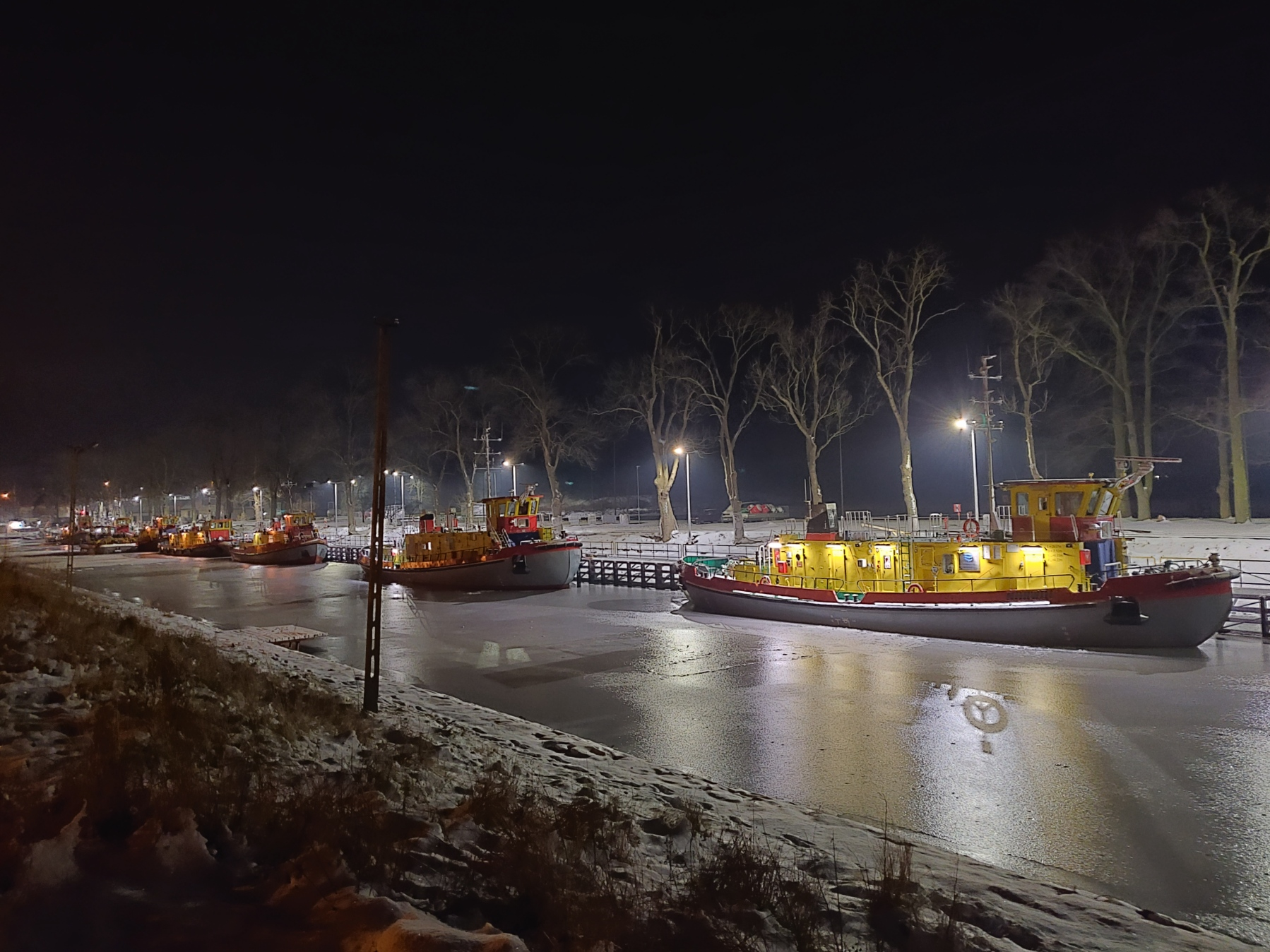
Eisbrecher am Anleger, Februar 2021

Die Schleusenanlage Przegalina war eine Anlage mit zwei Schleusen in Przegalina (deutsch Einlage) auf dem Gebiet der Stadt Danzig in der Woiwodschaft Pommern in Polen. Die verbleibende Schleuse (polnisch Śluza Północna w Przegalinie) und das Maschinenhaus von 1894 sind seit 1997 ein technisches Denkmal.

## Lage und Beschreibung
Die Anlage liegt im Norden des Żuławy Wiślane etwa 20 Kilometer östlich der Stadtmitte Danzigs auf der Südostspitze der Wyspa Sobieszewska (Bohnsacker Insel bzw. Neue Binnennehrung). Sie trennte die Tote Weichsel (Martwa Wisła) vom Weichseldurchstich (Przekop Wisły) und diente dem Hochwasserschutz der Stadt Danzig sowie des Żuławy Wiślane (Werdergebiet des Weichsel-Nogat-Delta).
Die Schleusenkammer ist aus Ziegelsteinen gemauert und hat eine Länge von etwa 73 Metern. Ihre Tore sind zweiflügelig und aus Stahl genietet. Hersteller der Tore war 1894 die Danziger Schiffswerft J. W. Klawitter. Die Fundamentplatte besteht aus Beton und ist auf einer Gründung von 14,8 Meter langen Holzpfählen aufgesetzt. Die großen Tore am Oberwasser dienen auch dem Hochwasserschutz. Im Maschinenhaus (ulica Przegalińska 60) nördlich der Schleuse ist ein Teil der Originalausstattung vom Ende des 19. Jahrhunderts erhalten. Die Kolbenpumpen wurden später durch einen Elektromotor angetrieben, der zwei Dampfmaschinen ersetzte. Das Gebäude war auch von 1945 bis 1957 Sitz der staatlichen Wasserbehörde.
An der Schleuse ist eine Besucherplattform angelegt. Die Gesamtanlage wurde unter der Nummer A-1645 am 14. November 1997 in das nationale Denkmalregister der Woiwodschaft eingetragen.

## Geschichte
Von 1889 bis 1895 wurde am Weichseldurchstich gegraben. Mit seiner Vollendung bestand die Notwendigkeit den Wasserstand der jetzt «Toten» Weichsel zu regulieren und die Durchfahrt von Schiffen zu gewährleisten. Neben der nördlichen Schleuse für Schiffe wurde im Süden eine etwa 260 Meter lange Schleuse für Flöße gebaut. Zwischen den Schleusen befand sich eine Quarantäneanlage mit „Krankenbaracken“ auf der ostseitigen Aufweitung, die in den 1970er Jahren erheblich verkleinert wurde. Der Ort Einlage erhielt einen Hafen für seine Fischer. An der Toten Weichsel gab es am Ende der Floßschleuse einen Anleger für Sportboote und einen Badebereich.
Im Jahr 1905 wurde die Schmalspurbahn der Westpreußischen Kleinbahnen eröffnet. Nördlich der Schleusen bestand der Haltepunkt Einlage, südlich der Haltepunkt Schusterkrug. Filigrane Stahlträgerbrücken überführten Bahn und Fahrweg über die beiden Schleusen. Mit dem Übergang des ehemaligen Freistaats an Polen fand 1945 in Einlage polnisch Łożyska eine staatliche Wasserbehörde im Maschinenhaus ihren Sitz. Es war die erste zivile Einrichtung auf der Insel. Die beschädigten Schleusen konnten im September 1945 wiedereröffnet werden. Die Behörde, die Wracks in der Weichsel beseitigte sowie den Dienst der Fähren und Eisbrecher sicherstellte, wurde 1957 nach Tczew (Dirschau) verlegt.
Der Personenverkehr auf der Kleinbahn der Gdańska Kolej Dojazdowa wurde am 31. Mai 1971 eingestellt und die Gleise 1974 abgebaut. Am 1. Januar 1973 kam das Gebiet bis zum Weichseldurchstich in die Verwaltungsgrenzen der Stadt Danzig.
Anstelle der ehemaligen Floßschleuse wurde von 1975 bis 1982 die neue „Südschleuse“ gebaut. Die historische „Nordschleuse“ von 1895 wurde 1992 dauerhaft durch Zuschütten der östlichen Zufahrt vom Weichseldurchstich abgetrennt. Der westliche Anleger wurde von den Eisbrechern des Weichseldeltas genutzt. Seit Mai 2012 führt eine moderne Klappbrücke über die Zufahrt zur Südschleuse. Die Nordschleuse wurde 2019 einer Generalsanierung unterzogen. Dabei wurde der westseitige Anleger zu einem Einsatzhafen für acht Eisbrecher ausgebaut. Die Maßnahmen erfolgten im Rahmen eines mehrstufigen Projekts „Umfassender Hochwasserschutz des Żuławy [Wiślane]“, das von der Europäischen Union kofinanziert wurde. Die Kosten betrugen 62 Millionen Złoty (ca. 15 Mio. Euro). Zwei Jahre später waren neun Eisbrecher stationiert.
Über die Klappbrücke verläuft die Verbindungsstraße von der Woiwodschaftsstraße 501 bzw. Weichselfähre bei Świbno (Schiewenhorst) zur Schnellstraße S7.